# Бертран де Сивре, Луи
Луи Бертран де Сивре (фр. Louis Bertrand de Sivray; 1766—1850) — французский военный деятель, бригадный генерал (1809 год), барон (1810 год), участник революционных и наполеоновских войн.

## Биография
Родился в семье капитана Лангедокского пехотного полка Жана Бертрана (фр. Jean Baptiste Louis Bertrand; 1724—1783) и его супруги Анны-Франсуазы Шарль (фр. Anne-Françoise Charles; 1736—1819). Происходил из дворянской семьи Прованса. Его младший брат Жан-Батист (фр. Jean-Baptiste Bertrand-Geslin; 1770—1843) был мэром Нанта с 1805 по 1813 годы.
20 июля 1782 года присоединился к роте кадетов, организованной в Лорьяне. 18 августа 1785 года получил звание младшего лейтенанта полка Острова Бурбон. 1 апреля 1788 года стал лейтенантом. 3 декабря 1789 года включён в состав полка Пондишери. 21 сентября 1791 года был избран депутатом Национального собрания от гарнизонов Индии. Он отправился в Париж и именно там узнал от офицеров своего полка, вернувшихся во Францию, о своем назначении в чин капитана в 1792. 10 августа 1792 года, во время учреждения Парижской коммуны, он едва спас депутата-роялиста Венсана-Мари де Воблана от сабельного удара. 18 августа 1793 года стал адъютантом генерала Монредона в Армии Восточных Пиренеев. 10 января 1794 года – адъютант генерала Периньона, а с 8 июня – генерала Прево. 24 февраля 1795 года получил звание командира батальона егерей-разведчиков Армии Восточных Пиренеев. 15 августа 1799 года зачислен в состав 41-й полубригады линейной пехоты. Служил в Итальянской армии. 30 апреля 1800 года был назначен комендантом форта Диамант в Генуе.
2 июня 1800 года произведён в полковники, и получил под своё начало 8-ю полубригаду лёгкой пехоты. Служил на Апеннинском полуострове. 8 сентября 1805 года его полк включён в состав пехотной дивизии генерала Сера Армии Италии. С 1806 года числился в составе Армии Далмации Мармона. Отличился в кампании 1809 года. 5 июня 1809 года был произведён в бригадные генералы. С 30 ноября по 7 декабря 1809 года исполнял обязанности коменданта Зары. С 1 октября 1811 года – коменданта Рагузы и Каттаро. 6 января 1812 года переведён в Итальянский наблюдательный корпус. С 1 апреля 1812 года командовал 2-й бригадой 14-й пехотной дивизии генерала Бруссье 4-го корпуса принца Эжена де Богарне в составе Великой Армии. Принимал участие в Русской кампании 1812 года. Ранен в сражении под Малоярославцем. 2 февраля 1813 года возвратился во Францию и 6 апреля 1813 года назначен командующим департамента Вар. С 25 сентября 1813 года по 9 января 1814 года был начальником штаба 8-й территориальной дивизии маршала Массена. Во время «Ста дней» присоединился к Наполеону и с 10 апреля по 11 мая 1815 года вновь занимал пост командующего департамента Вар. После второй Реставрации определён 29 октября 1815 года на половинное жалование и 1 мая 1832 года вышел в отставку. Умер 3 июля 1850 года в Ле-Люке в возрасте 83 лет.

## Воинские звания
- Кадет (20 июля 1782 года);
- Младший лейтенант (18 августа 1785 года);
- Лейтенант (1 апреля 1788 года);
- Капитан (1792 год);
- Командир батальона (24 февраля 1795 года);
- Полковник (2 июня 1800 года);
- Бригадный генерал (5 июня 1809 года).

## Титулы

Герб барона

- Барон Бертран де Сивре и Империи (фр. baron Bertrand de Sivray et de l'Empire; декрет от 15 августа 1809 года, патент подтверждён 9 сентября 1810 года в Сен-Клу)[2][3].

## Награды
Легионер ордена Почётного легиона (11 декабря 1803 года)
 Офицер ордена Почётного легиона (14 июня 1804 года)